# Janusz Krzysztof Kozłowski
Janusz Krzysztof Kozłowski (ur. 21 sierpnia 1936 w Krakowie, zm. 17 stycznia 2025) – profesor zwyczajny dr hab., polski archeolog, encyklopedysta.

## Życiorys
Ukończył w 1957 roku studia archeologiczne w Instytucie Archeologii Uniwersytetu Jagiellońskiego, a następnie w Institut de Paléontologie Humaine w Paryżu, gdzie w 1961 roku uzyskał stopień doktora. W 1967 roku uzyskał stopień doktora habilitowanego, a w 1976 roku otrzymał tytuł profesorski. 
W latach 1972–1978 był profesorem w Instytucie Archeologii UJ, później dyrektorem Instytutu Archeologii UJ, kierownikiem Zakładu Archeologii Epoki Kamienia oraz Zakładu Archeologii Nowego Świata.
Wykładał także na uniwersytetach w Liège, Brukseli i Ghent, Collège de France, Harvard University (Cambridge).
Profesor honorowy Uniwersytetu Jagiellońskiego. Doktor honoris causa uniwersytetu w Bordeaux.
Prowadził badania wykopaliskowe na wielu stanowiskach m.in. w Polsce, Egipcie, Bułgarii, Grecji, Turcji, Czarnogórze, Maroko, Antylach, Kubie i na Słowacji.
Autor, współautor oraz redaktor około 60 książek, w tym podręczników oraz blisko 500 artykułów naukowych.
Pochowany 4 lutego 2025 roku na cmentarzu Salwatorskim w Krakowie (sektor Gamma-4-1).

## Zainteresowania naukowe
Prowadzi badania nad epoką kamienia, zwłaszcza nad przejściem od paleolitu środkowego do górnego, początkami Homo sapiens, zróżnicowaniem kulturowym w paleolicie górnym, neolityzacją Europy Centralnej, a także archeologią Ameryki Środkowej.

## Członkostwo w organizacjach i redakcjach
Członek Polskiej Akademii Umiejętności, Prezes Union Académique Internationale, wiceprzewodniczący International Council of Philosophy and Human Sciences UNESCO, członek Permanent Council of the Union Internationale des Sciences Prehistoriques et Protohistoriques i przewodniczący Komisji 8 UISPP, honorowy członek British Prehistoric Society, członek korespondent Niemieckiego Instytutu Archeologicznego, członek Instituto Italiano de Preistoria e Protostoria. Był członkiem zespołów redakcyjnych „Geoarchaeology” (USA), „L'Anthropologie” (Francja), „Praehistoria” (Węgry), „Archaeology and Ethnology of Eurasia” (Rosja), „Prehistoire Europeene” (Belgia), „Mediterranean Archaeology and Archaeometry” (Grecja), „Eurasian Prehistory” (Polska-USA).

## Wybrane publikacje
- Epoka kamienia na ziemiach polskich, 1977[4].
- Il paleolitico. Uomo, ambiente e culture, 1988[4].
- Les hommes et les climats à l'age de mammouth, 1989[4].
- Technika obróbki i typologia wyrobów kamiennych paleolitu, mezolitu i neolitu, 1990 (z B. Ginterem).
- L'art de la prehistoire en Europe orientale, 1992.
- Encyklopedia historyczna świata t. I, Prehistoria (opracowanie naukowe).
- Wielka Historia Polski t. I, Najdawniejsze dzieje ziem polskich (do VII w.), 1998 (z P. Kaczanowskim).
- Wielka Historia Świata t. I, Świat przed „rewolucją” neolityczną, 2004[4].
- Preceramic Cultures in the Carribbean, 1974.

## Odznaczenia i wyróżnienia
- Krzyż Oficerski Orderu Odrodzenia Polski (1990)[4]
- „Laur Jagielloński” (1998)
- Medal Collège de France w dziedzinie nauk humanistycznych
- Medal Europe Prize przyznany przez British Academy (1991)

Źródło:.